# Mycocepurus goeldii
Mycocepurus goeldii é uma espécie de formiga comum na américa do Sul.
Segundo pesquisas, surgiu há cerca de 2 milhões de anos. Em agosto de 2014, foi anunciada uma descoberta por cientistas brasileiros, de que a Mycocepurus castrator, uma espécie do mesmo gênero, coexiste nas colônias da espécie "goeldii", de forma parasitista.